# Scymnus ocellatus
Scymnus ocellatus är en skalbaggsart som beskrevs av Sharp 1885. Scymnus ocellatus ingår i släktet Scymnus och familjen nyckelpigor. Inga underarter finns listade i Catalogue of Life.